# Onthophagus vulpinaris
Onthophagus vulpinaris es una especie de insecto del género Onthophagus, familia Scarabaeidae, orden Coleoptera.
Fue descrita científicamente por Schönfeldt en 1906.